# Baby (powiat piotrkowski)
Baby – wieś w Polsce, położona w województwie łódzkim, w powiecie piotrkowskim, w gminie Moszczenica. 
W latach 1954–1972 wieś należała i była siedzibą władz gromady Baby. W latach 1975–1998 wieś należała administracyjnie do województwa piotrkowskiego.
Baby znajdują się w odległości 15 km na północ od Piotrkowa Trybunalskiego, w odległości około 40 km na południowy wschód od Łodzi i w odległości 130 km na południowy zachód od Warszawy. Wsie Baby i Kiełczówka tworzą jedną dużą wieś, gdyż ze sobą sąsiadują. Dzieli je ulica Wolborska.
| SIMC    | Nazwa     | Rodzaj    |
| ------- | --------- | --------- |
| 0546390 | Doliska   | część wsi |
| 0546408 | Sieradz   | część wsi |
| 0546414 | W Lesisku | część wsi |

## Historia
Miejscowość wymieniana była w źródłach historycznych już w końcu XIV wieku. Intensywny rozwój nastąpił dopiero od połowy XIX wieku po zbudowaniu stacji kolejowej. W okresie powstania styczniowego miała tu miejsce potyczka oddziałów powstańczych z wojskami rosyjskimi. Wysadzono wówczas wiadukt kolejowy, a w folwarku Baby stacjonowały przez pewien okres znaczne siły powstańcze. Około 1870 roku powstała droga łącząca Wolbórz ze stacją kolejową w Babach. Na przełomie XIX i XX wieku saksoński przemysłowiec Karol Ender zbudował drogę z Bab do Moszczenicy, w której ulokował tkalnię i przędzalnię bawełny. Tym samym Baby zaczęły pełnić rolę ważnego miejsca przeładunku towarów przy Kolei Warszawsko-Wiedeńskiej. W latach 30. XX wieku Baby zostały objęte reformą rolną, dokonano wówczas parcelacji części obszaru miejscowości. 17 maja 2002 roku przez Baby przejeżdżali kolarze biorący udział w IX. etapie Wyścigu Pokoju na trasie Piotrków Trybunalski – Warszawa.
12 sierpnia 2011 roku około godziny 16:15 na trasie kolejowej doszło do wykolejenia pociągu TLK relacji Warszawa Wschodnia – Katowice (katastrofa kolejowa w Babach). Zginęły 2 osoby, a 80 odniosło obrażenia.

## Zabytki
Budynki stacji kolejowej z II połowy XIX wieku (linia warszawsko-wiedeńska), domy i młyn motorowy z początku XX wieku. W położonej nieopodal miejscowości Kiełczówka znajdują się: zbudowany około 1840 roku klasycystyczny dworek wraz z założeniem parkowym (obecnie jest własnością rodziny Poszumskich) oraz cmentarz wojenny z okresu pierwszej wojny światowej.

## W miejscowości znajdują się
Stacja kolejowa, kościół parafialny i cmentarz; działają tu: klub sportowy "Pionier" (założony 9 maja 1951 roku), szkoła podstawowa, ochotnicza straż pożarna, koło gospodyń wiejskich istniejące od 1936 roku, biblioteka (filia Gminnej Biblioteki w Moszczenicy). W Babach zlokalizowane są także trzy wiatraki elektrowni wiatrowej, które urozmaicają panoramę wsi.

## Kościół
Budynek kościoła pod wezwaniem św. Maksymiliana Kolbe został wybudowany w formie bazyliki halowej, posiada nawę główną i boczną oraz wieżę wzniesioną z kamienia o trzech prześwitach okiennych;
Kościół projektowali architekt Feliks Paszkowski (młodszy) i konstruktor inż. Jan Mączka. Rzeźbę "Chrystus na krzyżu" wykonał artysta malarz Feliks Paszkowski (starszy). 10 maja 1975 roku bp Józef Rozwadowski poświęcił i wmurował akt erekcyjny oraz kamień węgielny pobrany spod figury Matki Bożej z Niepokalanowa. Budynek został poświęcony 4 listopada 1984 roku przez bpa Władysława Ziółka.
Kościół został wybudowany dzięki staraniom mieszkańców Bab oraz ówczesnego proboszcza Wacława Molendy. W 2009 roku parafianie ufundowali pomnik św. Maksymiliana Kolbe. 
Kościół Parafialny leży po stronie wsi Kiełczówka często adres mylnie jest podawany jako wieś Baby.

## Charakter miejscowości
Baby nie są miejscowością typowo rolniczą. Tylko niewielka część osób utrzymuje się z rolnictwa, większość dojeżdża do pracy w Piotrkowie Trybunalskim lub Łodzi, chociaż jeszcze w latach 80. XX wieku większość mieszkańców pracowała w rolnictwie. Do niedawna jeszcze można było zobaczyć w tej miejscowości drewniane stodoły, niektóre z nich były kryte strzechą. 

## Komunikacja
Baby posiadają korzystne połączenia komunikacyjne - drogowe i kolejowe. Są położone przy linii kolei warszawsko - wiedeńskiej, dlatego można stąd łatwo dojechać do Częstochowy, Katowic i Warszawy. Miejscowość posiada również dobre połączenie kolejowe z Łodzią, podróż do Łodzi (z przesiadką w Koluszkach) trwa około 60–90 minut. Przez Baby przebiega droga wojewódzka nr 716 łącząca Piotrków Trybunalski z Koluszkami. Tereny stacji leżą we wsi Baby oraz Kiełczówka ale nazwa stacji podawana jest jedna.